# Traducción inmediata
Traducción inmediata es un término que se determinó como una característica de la traducción correcta de textos en varios idiomas simultáneamente. A este tipo de traducción automática, con postedición para revisar los errores del sistema, se la denomina traducción inmediata. [cita requerida].
Desde 1999 se emplea una metodología EASYtrad con el apoyo de una tecnología aplicada a la traducción de textos entre los idiomas del Estado español y las lenguas de la UE más empleadas y próximas.
La traducción inmediata permite disponer de organizaciones multilingües que pueden difundir su información y sus aplicaciones, trámites y formularios desde un entorno capaz de, partiendo del original, disponer de sus versiones idiomáticas en una fracción de tiempo.
Para poder realizar esta labor se emplea una técnica de traducción automática híbrida que combina varios técnicas de mejora constante y personalización adaptativa a cada tipo de lenguaje. 
La inmediatez de la traducción hace eficientes los procesos sincronizados con la publicación original.

## Empresas de Traducción Inmediata
- AutomaticTrans. La empresa más innovadora en la gestión multilingüe y multicanal

## Recursos de la Traducción Inmediata
- Diccionarios
- Gramática
- Corpus lingüístico
- Industria del lenguaje
- Memorias de traducción